# Kinderen van de kolonie
Kinderen van de kolonie was een zesdelige docureeks over de Belgische koloniale geschiedenis die tussen november 2018 en januari 2019 werd uitgezonden op de VRT-zender Canvas.

## Concept
In navolging van het gelijkaardige programma Kinderen van de collaboratie, dat eerder op Canvas werd uitgezonden, werd het programma Kinderen van de kolonie uitgewerkt. Men liet twintig getuigen aan het woord. Onder hen waren zowel oud-kolonialen als kinderen van Congolezen. Zo kwamen bijvoorbeeld de Congolese historicus Elikia M’Bokolo en de Belgische-oud koloniale Geneviève Ryckmans-Corin voor in het programma. Er kwamen zowel Nederlandstaligen als Franstaligen aan het woord.
Het programma werd uitgezonden in de periode dat het AfricaMuseum in Tervuren zijn deuren heropende na een jarenlange renovatie en er meer stemmen opgaan om Belgische excuses aan Congo aan te bieden. In de laatste aflevering gingen Congo-experten dieper in op de postkoloniale beeldvorming en mythes over Belgisch-Congo. Tegelijkertijd met de televisieserie werd een boek uitgebracht.

## Afleveringen
| Nr. | Titel                         | Uitzenddatum     |  |
| --- | ----------------------------- | ---------------- |  |
| 1 | Leven in de kolonie           | 20 november 2018 |  |
| De eerste aflevering toont hoe het koloniale systeem was georganiseerd, eerst ten tijde van Congo-Vrijstaat, waarbij ontdekkingsreiziger Henry Morton Stanley het Kongobekken en de Kongorivier in kaart bracht in opdracht van Leopold II en daarna in Belgisch-Congo. Daaruit blijkt de nauwe samenwerking tussen drie evenwaardige pijlers waarop het hele systeem rustte: de koloniale overheid, de grote bedrijven en de Kerk. De getuigen vertellen over de exploitatie van de bodemrijkdommen en leggen uit hoe de Kerk er mee voor zorgde dat het Congolese volk niet in opstand kwam tegen het harde koloniale regime. De realiteit van dat regime staat haaks op het beeld dat velen vandaag hebben over de "modelkolonie Belgisch-Congo": het was een systeem gebaseerd op uitbuiting, geweld en onderdrukking. De getuigen blikken terug op dat systeem waar ze zelf deel van uitmaakten als kolonialen, of op hun leven als jonge Congolezen in een samenleving die maar weinig uitzicht bood op een aantrekkelijke toekomst. Ze vertellen over de beperkingen en de discriminatie. Ze veroordelen het systeem, maar zeker niet iedereen die erbij betrokken was. Ook verschillende Belgen kijken vandaag zeer kritisch terug op hun aanwezigheid in Belgisch-Congo. We merken ook een groot verschil tussen Congolezen die al decennia in België wonen, en zij die Congo nooit hebben verlaten. Beide groepen kijken anders terug op de koloniale tijd. |                               |                  |  |
| 2 | Blanke bazen, zwarte dienaars | 27 november 2018 |  |
| Na de Tweede Wereldoorlog verbeteren de leefomstandigheden van het Congolese volk enigszins. De enorme inspanning die de Congolezen hadden geleverd tijdens de oorlog, wordt daarna in zekere mate gecompenseerd door de uitbouw van een bescheiden verzorgingsstaat: basisgezondheidszorg en gratis lager onderwijs voor de meeste Congolezen. Maar de prijs die ze betalen voor die zorg, is hoog: in de stedelijke centra is er segregatie, racisme en discriminatie. Congolezen hebben nauwelijks uitzicht op een verbetering van hun sociale positie, ze worden overal gediscrimineerd en mogen alleen dienende rollen vervullen. De Belgische koloniale overheid behandelt het volk als een nooit opgroeiend kind. De Congolezen krijgen geen enkele verantwoordelijkheid toebedeeld. Toch zorgen de verbeterende leefomstandigheden ook voor een ontluikende Congolese middenklasse die alsmaar luider eisen formuleert aan het adres van de Belgische kolonisator. Een prille onafhankelijkheidsbeweging krijgt stilaan vorm. |                               |                  |  |
| 3 | Indépendance Cha Cha          | 11 december 2018 |  |
| In 1955 lanceert professor Jef Van Bilsen een dertigjarenplan met het oog op Congolees zelfbestuur. Het plan wordt op hoongelach onthaald, maar vijf jaar later, op 30 juni 1960, is het onafhankelijke Congo een feit. Deze aflevering toont hoe die snelle onafhankelijkheid tot stand kwam en hoe verschillende belangrijke figuren achter de schermen aan de touwtjes trokken. Dat ging van economische afspraken over de relaties tussen België en Congo na de onafhankelijkheid, tot de gruwelijke moord op de eerste legitiem verkozen premier van Congo, Patrice Lumumba. De maanden die volgen op de onafhankelijkheid zijn tumultueus. De twee rijkste provincies van het land scheuren zich met Belgische steun af van de regering in Leopoldstad, er zijn rellen en muiterijen. Blanken vluchten het land uit en etnische spanningen steken de kop op. De Verenigde Naties intervenieert met een dubbele agenda, Mobutu pleegt een staatsgreep, premier Lumumba wordt gearresteerd en uiteindelijk ook vermoord. Rond de totstandkoming van de Congolese onafhankelijkheid hangt nog altijd een waas waarin geruchten en mythes hun weg vinden naar het grote publiek. De rol van België in de hele operatie - voor én na 30 juni 1960 - wordt in deze aflevering geduid en toegelicht. Die gebeurtenissen zijn ook vandaag nog altijd voer voor discussie en onenigheid. |                               |                  |  |
| 4 | Nooit echt onafhankelijk      | 18 december 2018 |  |
| De onafhankelijkheid is nog maar pas bezegeld of de twee rijkste provincies van Congo scheuren zich af. Achter de schermen zijn het Belgische topambtenaren en militairen die deze secessies orkestreren. Het is mede met de steun van België dat Joseph Mobutu, een oud-inlichtingenagent van de Belgische staatsveiligheid, in 1965 aan de macht wordt geholpen. Mobutu bouwt een dictatoriaal regime uit dat gestoeld is op symboliek en geweld, maar onderhoudt tegelijk hartelijke banden met veel Westerse leiders. Zeker met België en in het bijzonder met koning Boudewijn. Dertig jaar lang regeert Mobutu over Congo. Getuigen vertellen hoe ze eerst vol hoop waren over zijn aantreden, maar later zelf vaak slachtoffer werden van zijn ongenadig repressieapparaat. Dat zorgde dan weer voor de migratie van een Congolese gemeenschap naar België. Deze aflevering vertelt het verhaal van de opgang en de val van Mobutu, en tegelijk ook dat van de Congolese diaspora in België. |                               |                  |  |
| 5 | De koloniale erfenis          | 25 december 2018 |  |
| Het koloniale tijdperk ligt dan al wel bijna zestig jaar achter ons, het verleden is niet dood. Voor veel mensen is de erfenis van die tijd nog dagelijks voelbaar. Het dekolonisatieproces is nog lang niet voltooid, zeker niet wanneer we het hebben over het dekoloniseren van de geesten. Veel Belgen met Afrikaanse of andere roots ondervinden dat stereotypen en denkbeelden uit de koloniale tijd nog altijd de norm zijn in Vlaanderen. Dat uit zich in minder kansen op de arbeidsmarkt, de confrontatie met racisme en het gevoel meer te moeten doen dan iemand anders om hetzelfde te bereiken. Hoe moeten wij als maatschappij omgaan met ons koloniale verleden en welke rol hebben de diverse actoren daarin te spelen? Hoe kijken de verschillende getuigen die de koloniale periode hebben meegemaakt, terug op bijna zestig jaar postkoloniaal Congo en België? Welke lessen kunnen ze trekken uit het gemeenschappelijke verleden en bestaat er zoiets als een historische verantwoordelijkheid van België ten opzichte van de huidige situatie in Congo? |                               |                  |  |
| 6 | Beeldvorming en mythes        | 1 januari 2019   |  |
| 30 juni 1960. Onafhankelijkheidsdag in Congo. België likt zijn wonden na het verlies van de kolonie. In de decennia die volgen, is er vanuit academische hoek maar weinig interesse in de koloniale geschiedenis. Het verhaal dat de meeste mensen kennen, dateert nog uit de koloniale tijd en is vooral gebaseerd op propaganda. Allerhande foutieve beelden en mythes zijn ingeburgerd en leven tot op vandaag door: Belgisch-Congo was een modelkolonie, alles ging goed en de Congolezen waren ontzettend blij met de Belgische aanwezigheid. De gezondheidszorg en het lager onderwijs waren de beste van Afrika en je kon met de wagen van de Atlantische Oceaan naar het uiterste zuiden van het land rijden. De werkelijkheid was veel genuanceerder dan dat. De eerste barsten in het koloniale verhaal kwamen er pas in de jaren tachtig en negentig, toen kritische werken verschenen over het bewind van Leopold II in Congo en over de rol van België bij onder meer de moord op premier Lumumba. Toch zorgden deze nieuwe bevindingen niet voor een grote ommekeer in de beeldvorming bij het publiek. Toen in 2010 de vijftigjarige onafhankelijkheid van Congo werd gevierd, overheerste de nostalgie naar de kolonie. Vandaag is dat anders, pas nu kan er met een echt kritische blik naar het koloniale verleden worden gekeken. Deze laatste aflevering van Kinderen van de kolonie gaat over de mythes rond ons koloniale verleden. Ze onderzoekt waarom we denken wat we denken over Belgisch-Congo en hoe die beeldvorming in postkoloniaal België tot stand kwam. Diverse Congolese en Belgische experts komen daarover aan het woord: prof. dr. Idesbald Goddeeris (KU Leuven), prof. dr. Elikia M'Bokolo (Université Kinshasa), prof. dr. Isidore Ndaywel (Université Kinshasa), dr. Bas De Roo (Geheugen Collectief), dr. Jean Omasombo (AfricaMuseum Tervuren) en prof. dr. Guy Vanthemsche (Vrije Universiteit Brussel). |                               |                  |  |